# 크리스 옥스프링
크리스 앤드루 옥스프링(영어: Chris Andrew Oxspring, 1977년 5월 13일 ~ )은 전 오스트레일리아의 야구 선수이다.

## 미국 프로야구 시절
2007년에 내셔널 리그 팀인 밀워키 브루어스 산하 트리플 A 팀인 뉴올리언스에서 1승 3패, 평균자책점 3.82를 기록했다.

## 일본 프로야구 시절
한신 타이거스 시절 16경기에 나서 모두 77.1이닝을 던졌다. 경기당 5이닝을 넘지 않는 수치다. 이닝당 사사구는 0.3개꼴에 불과했지만 대부분 5회에 집중됐다는 점이 마이너스 요인이었고, 5회 징크스에 시달렸다. 한때 4연승을 기록하며 좋은 모습을 보였다. 그러나 교류전이 끝난 뒤 성적은 기대 이하였다. 내리 3연패를 기록하며 더 이상 승수를 추가하지 못했다. 7월 이전 3점대였던 평균자책점이 이후 8점대를 기록하며 결국 5점대 방어율로 시즌을 마쳤다. 게다가 한신 타이거스는 그 당시 JFK(윌리엄스 후지카와 구보타)로 불리는 철벽 불펜진으로서 선발 투수가 5회까지만 책임져주면 이후 경기는 사실상 승리를 지킨 것이나 마찬가지라는 평가를 받을 정도였다. 그런 상황에서도 5회마저 채 넘겨주지 못하는 선발 투수는 효용 가치가 떨어질 수 밖에 없었다.
그가 왜 5회만 되면 흔들렸는지 구체적인 이유는 밝혀지지 않았다. 다만 승리를 앞두고 의욕이 너무 과다하게 발휘되며 마인드 컨트롤에 실패했을 수 있다고 추측된다.

## 한국 프로야구 시절

### LG 트윈스시절
2007년 후반기에 팀 하리칼라의 대체 선수로 입단하였다.
2008년에는 너클볼을 잘 구사해 강한 인상을 남겼고 10승 10패, 3점대의 평균자책점을 기록해 팀의 역대 용병 투수들 중 데니 해리거 이후로 오랜만에 두 자릿수 승을 기록한 투수가 되었다. 2009년 5월 12일, 팔꿈치 부상으로 인해 방출됐다. 귀국한 이후 수술을 받았고 긴 재활 기간을 거쳤다. 하지만 방출 이후에도 팀에서는 그의 기여도를 높이 사서 그가 재활하는 중에도 경과를 주시할 정도로 관심을 가졌다. 2010년에 디트로이트와 마이너 계약을 했다.

## 호주 프로야구 시절
2010년부터 2013년까지 시드니 블루삭스에서 활동했다.

## 한국 프로야구 복귀

### 롯데 자이언츠시절
2013년 WBC 오스트레일리아 야구 국가대표팀에 발탁돼 한 번 더 참가했다. 한편, 팀에서 영입했던 스캇 리치몬드가 무릎 부상으로 이탈했고, 당시 감독이었던 김시진이 WBC가 끝나자 그를 다시 불러들였다. 2013년 WBC이 끝난 뒤 2013년 3월 20일에 25만 달러에 계약했다.
2014 시즌 이후 팀과 결별하게 됐다. 결별 후 kt 위즈와 계약을 체결하고 한국에서의 활약을 이어가게 됐다.
2014년 6월 14일 KIA 타이거즈와의 경기에서 나지완에게 직구를 던진 것이 머리로 향해 헤드 샷이 되면서 퇴장을 당했는데 이는 KBO 리그 역대 첫 번째 헤드 샷 퇴장이었다. 2015년 시즌에는 그를 대신해 브룩스 레일리가 영입됐다.

### kt 위즈시절
2015년에 입단하였다. 2015년 시즌 31경기에 등판해 12승 10패, 4점대 평균자책점을 기록했다.

## 호주 프로야구 복귀
선수 생활과 코치 생활을 병행하기로 결정하며 2017년부터 시드니 블루삭스에서 활동했다.

## 지도자 시절

### 롯데 자이언츠시절
2016년 1월 5일에 2군 투수코치로 선임됐다. 7개월 후, 1군 투수코치로 승격됐다.
2017년부터는 다시 2군 투수코치로 활동했으나 개인 사정 탓인지 2018년을 끝으로 팀을 떠났다.

## 출신 학교
- 입스위치주립고등학교

## 국가대표 경력
트래비스 블래클리, 브래드 토머스와 함께 2009년 WBC 오스트레일리아 야구 국가대표팀 선수로 참가했다.

## 별명
- 이름의 '스프링(spring)'이 한글로 '봄'이라는 뜻이라 '봄 춘(春)'자로 바꿔서 '옥춘'이라고 불렸다.

## 통산 기록
ABL
| 년도    | 팀     | 승 | 패 | 평균자첵 | 경기 | 선발 | 완투 | 완봉 | 세 | 이닝   | 피안타 | 실점 | 자책점 | 피홈런 | 볼넷 | 삼진 | 피안타율 | 비고   |
| ------- | ------ | -- | -- | -------- | ---- | ---- | ---- | ---- | -- | ------ | ------ | ---- | ------ | ------ | ---- | ---- | -------- | ------ |
| 2010-11 | 시드니 | 4  | 2  | 2.23     | 11   | 11   | 1    | 1    | 0  | 68 2/3 | 55     | 21   | 17     | 3      | 14   | 71   | .214     |        |
| 2011-12 | 시드니 | 4  | 4  | 3.08     | 11   | 7    | 0    | 0    | 0  | 49 2/3 | 52     | 33   | 17     | 3      | 17   | 45   | .263     |        |
| 2012-13 | 시드니 | 4  | 2  | 2.71     | 12   | 12   | 1    | 1    | 0  | 79 2/3 | 80     | 32   | 24     | 8      | 17   | 86   | .251     |        |
| 통산    | 3시즌  | 12 | 8  | --       | 34   | 30   | 2    | 2    | 0  | 198    | 139    | 86   | 58     | 14     | 48   | 202  | --       | [ 10 ] |

KBO
| 년도 | 팀    | 평균자책점 | 경기 | 선발 | 완투 | 완봉 | 승 | 패 | 세 | 홀 | 승률  | 타자 | 이닝    | 피안타 | 피홈런 | 볼넷 | 사구 | 탈삼진 | 실점 | 자책점 | WHIP | 피안타율 | 비고   |
| ---- | ----- | ---------- | ---- | ---- | ---- | ---- | -- | -- | -- | -- | ----- | ---- | ------- | ------ | ------ | ---- | ---- | ------ | ---- | ------ | ---- | -------- | ------ |
| 2007 | LG    | 3.24       | 14   | 13   | 1    | 0    | 4  | 5  | 0  | 0  | 0.444 | 345  | 80 2/3  | 75     | 1      | 32   | 1    | 41     | 37   | 29     | 1.33 | 0.250    |        |
| 2008 | LG    | 3.93       | 29   | 28   | 1    | 0    | 15 | 13 | 0  | 0  | 0.500 | 767  | 174     | 182    | 12     | 77   | 12   | 110    | 83   | 76     | 1.49 | 0.275    |        |
| 2013 | 롯데  | 3.29       | 30   | 30   | 1    | 1    | 13 | 7  | 0  | 0  | 0.650 | 774  | 183 1/3 | 164    | 10     | 69   | 11   | 144    | 79   | 67     | 1.27 | 0.244    |        |
| 통산 | 3시즌 | 3.53       | 73   | 71   | 3    | 1    | 27 | 22 | 0  | 0  | 0.551 | 1886 | 438     | 421    | 23     | 178  | 24   | 295    | 199  | 172    | --   | --       | [ 11 ] |

MLB
| 년도 | 팀    | 승 | 패 | 평균자책 | 경기 | 선발 | 완투 | 완봉 | 세 | 이닝 | 피안타 | 실점 | 자책점 | 피홈런 | 사구 | 볼넷 | 고의사구 | 삼진 | 피안타율 | WHIP | 비고   |
| ---- | ----- | -- | -- | -------- | ---- | ---- | ---- | ---- | -- | ---- | ------ | ---- | ------ | ------ | ---- | ---- | -------- | ---- | -------- | ---- | ------ |
| 2005 | SD    | 0  | 0  | 3.75     | 5    | 0    | 0    | 0    | 0  | 12   | 9      | 8    | 5      | 2      | 0    | 6    | 0        | 11   | .225     | 1.25 |        |
| 통산 | 1시즌 | 0  | 0  | 3.75     | 5    | 0    | 0    | 0    | 0  | 12   | 9      | 8    | 5      | 2      | 0    | 6    | 0        | 11   | .225     | 1.25 | [ 12 ] |

NPB
| 년도 | 팀    | 승 | 패 | 평균자책 | 경기 | 선발 | 완투 | 완봉 | 세 | 이닝 | 피안타 | 실점 | 자책점 | 피홈런 | 사구 | 볼넷 | 고의사구 | 삼진 | 피안타율 | WHIP | 비고 |
| ---- | ----- | -- | -- | -------- | ---- | ---- | ---- | ---- | -- | ---- | ------ | ---- | ------ | ------ | ---- | ---- | -------- | ---- | -------- | ---- | ---- |
| 2006 | 한신  | 4  | 3  | 5.12     | 16   | 15   | 0    | 0    | 0  | 77.1 | 78     | 45   | 44     | 8      | 3    | 23   | 0        | 51   | .239     | 1.31 |      |
| 통산 | 1시즌 | 0  | 0  | 3.75     | 5    | 0    | 0    | 0    | 0  | 12   | 9      | 8    | 5      | 2      | 0    | 6    | 0        | 11   | .225     | 1.25 |      |